# Power (film, 1928)
Pour les articles homonymes, voir Power.
Pour plus de détails, voir Fiche technique et Distribution.
Power est un film américain réalisé par Howard Higgin, sorti en 1928.

## Synopsis
Deux amis de longue date se disputent pour une histoire de filles, risquant de briser leur amitié.

## Fiche technique
- Titre : Power
- Réalisation : Howard Higgin
- Scénario : Tay Garnett
- Photographie : J. Peverell Marley
- Montage : Doane Harrison
- Direction artistique : Mitchell Leisen
- Production : Ralph Block
- Société de production : Pathé-Exchange
- Pays d'origine :  États-Unis
- Format : Noir et blanc - Son : Mono (RCA Photophone System)
- Genre : Comédie
- Durée : 60 minutes
- Date de sortie : États-Unis, 23 septembre 1928

## Distribution
- William Boyd : Husky
- Alan Hale : Hanson
- Jacqueline Logan : Lorraine LaRue
- Clem Beauchamp (en) : La Menace
- Joan Bennett : Une dame
- Carole Lombard : Une autre dame
- Pauline Curley : Une dame
- Frank Hagney : Un chef de chantier